# Libětice
Libětice jsou obec v okrese Strakonice v Jihočeském kraji. Leží zhruba pět kilometrů jihozápadně od Strakonic. Žije zde 82 obyvatel. Obcí protéká Libětický potok.

## Historie
První písemná zmínka o obci pochází z roku 1243.

## Obyvatelstvo
| Rok            | 1869 | 1880 | 1890 | 1900 | 1910 | 1921 | 1930 | 1950 | 1961 | 1970 | 1980 | 1991 | 2001 | 2011 | 2021 |
| -------------- | ---- | ---- | ---- | ---- | ---- | ---- | ---- | ---- | ---- | ---- | ---- | ---- | ---- | ---- | ---- |
| Počet obyvatel | 211  | 193  | 185  | 151  | 152  | 155  | 151  | 144  | 140  | 126  | 102  | 95   | 77   | 77   | 85   |
| Počet domů     | 31   | 31   | 31   | 31   | 30   | 30   | 30   | 31   | 30   | 30   | 30   | 33   | 36   | 36   | 36   |

## Obecní správa
Mezi lety 1869–1963 Libětice byly obcí v okrese Strakonice. V letech 1964–1990 patřil jako část obce k Sousedovicím a od 24. listopadu 1990 jsou opět samostatnou obcí.

## Pamětihodnosti
- Hradiště u Libětic, raně středověké slovanské hradiště na vrcholu kopce Hradiště (604 metrů) východně od obce (kulturní památka ČR)

## Galerie

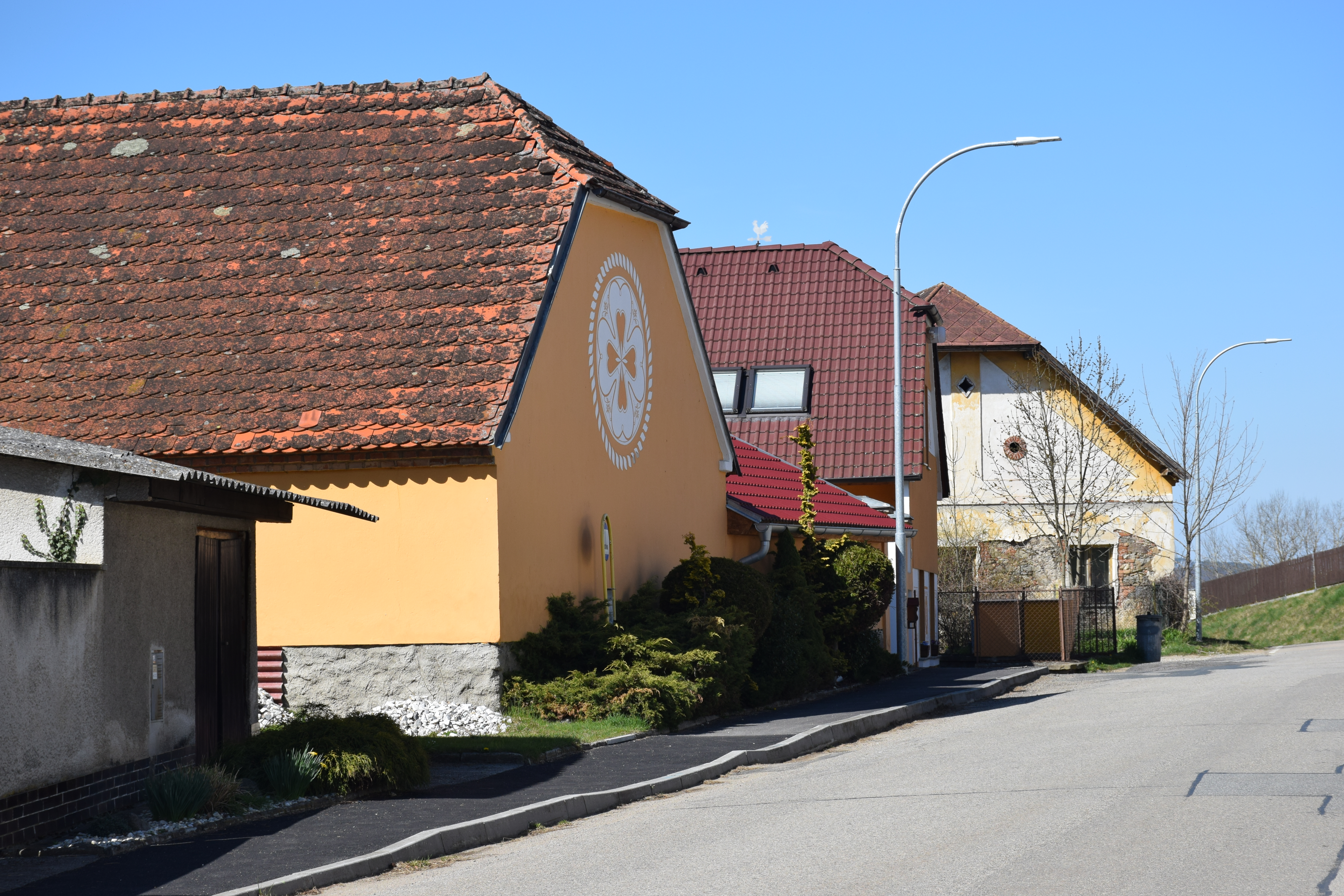
Pohled do vsi
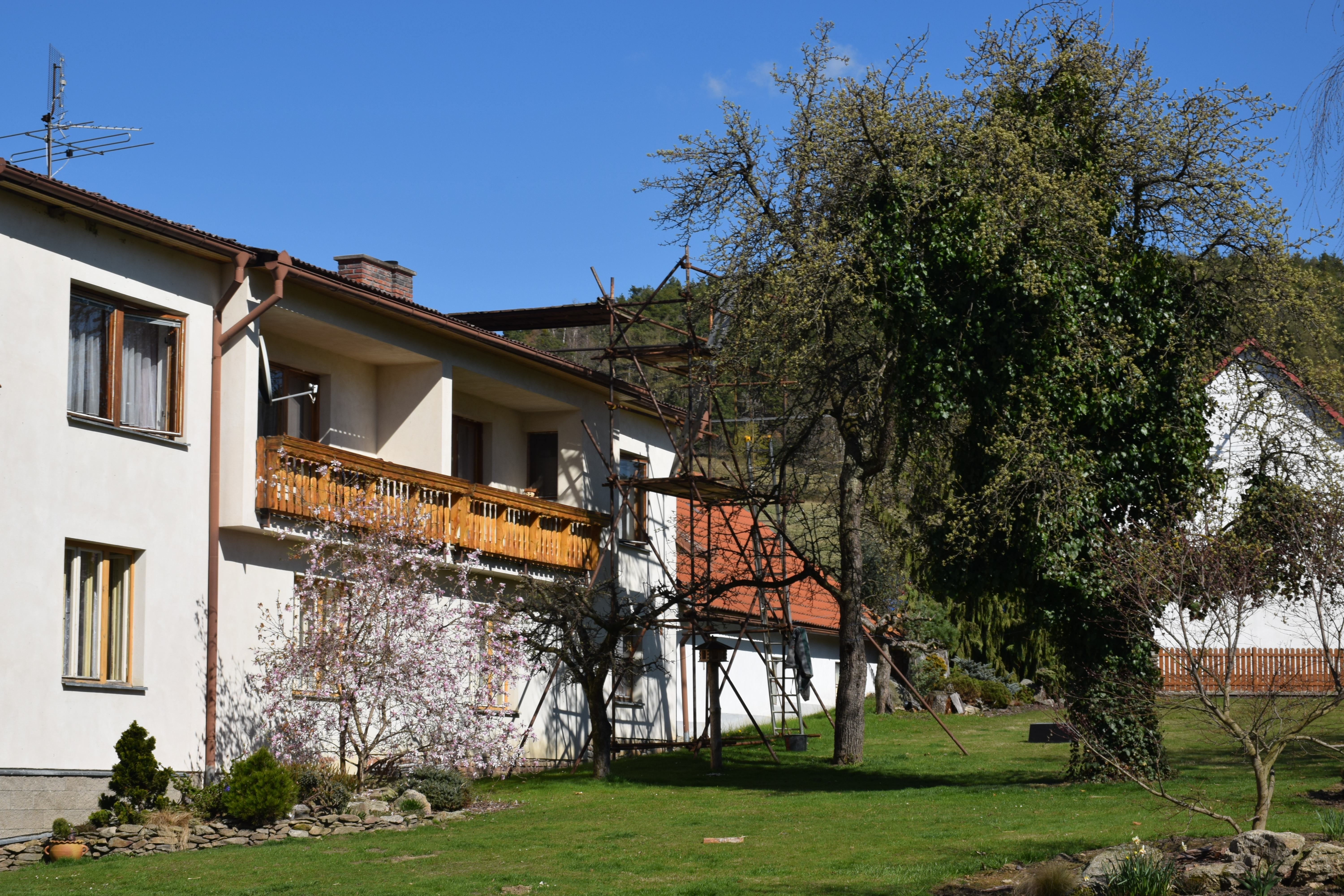
Řadové domy
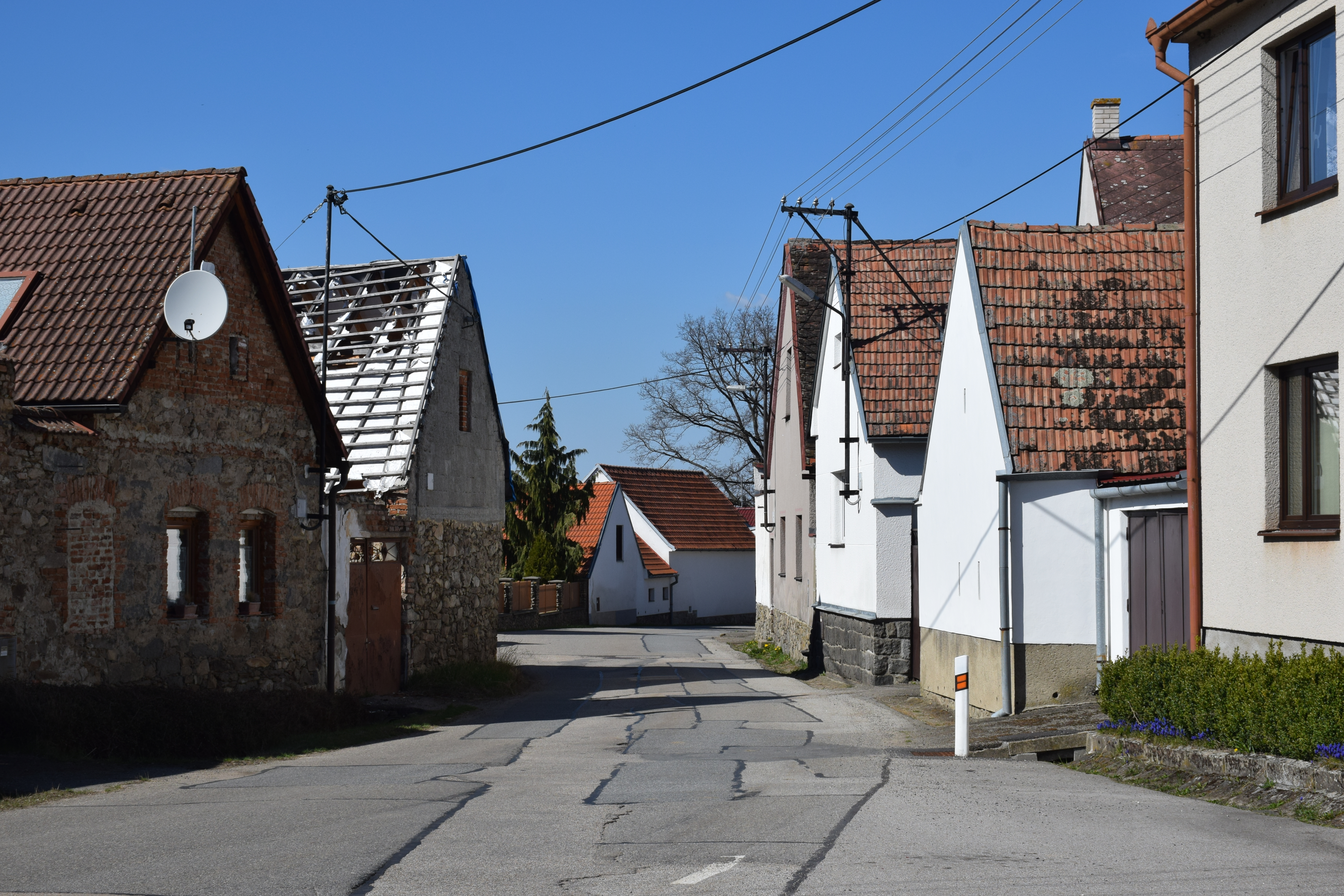
Náves
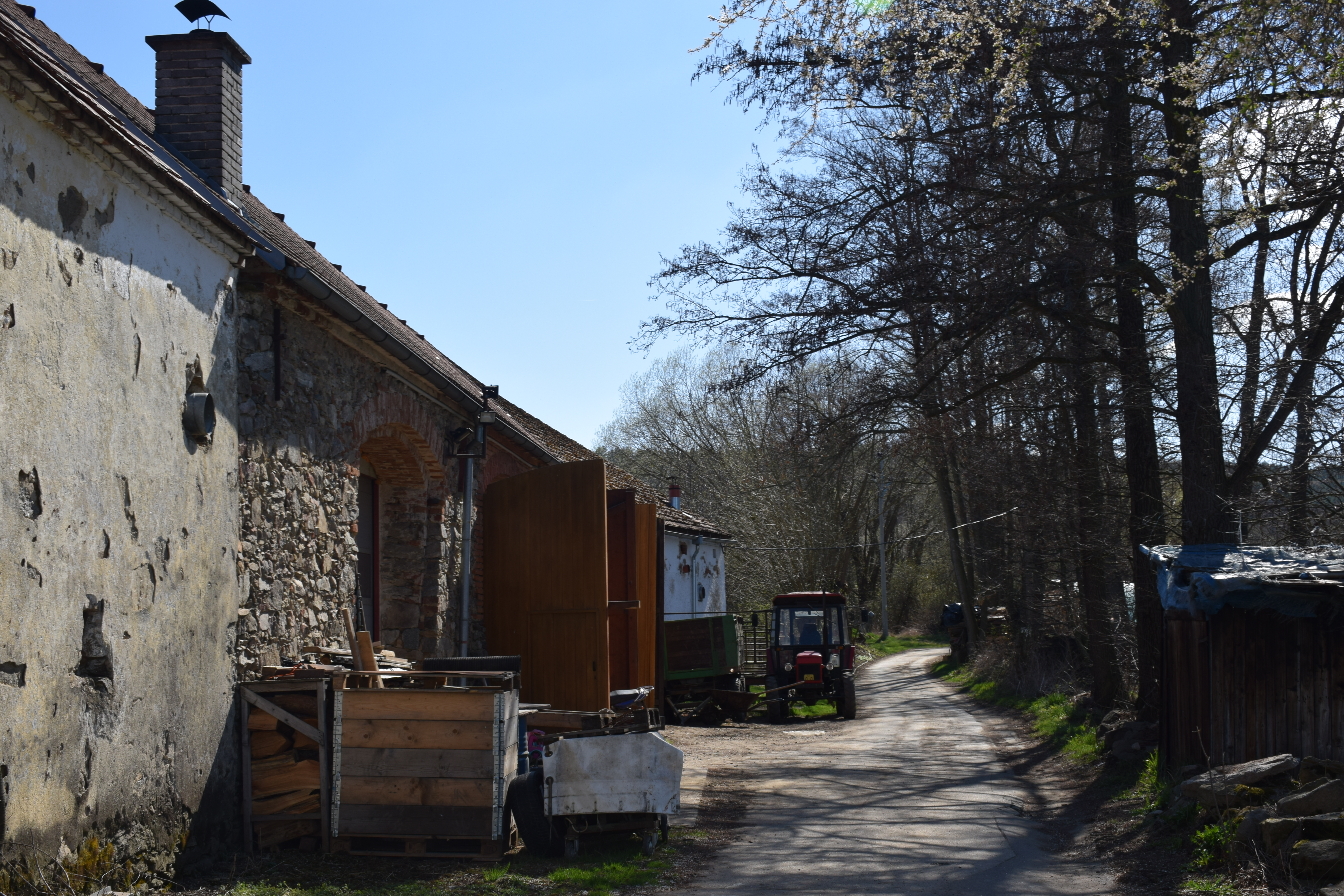
Statek
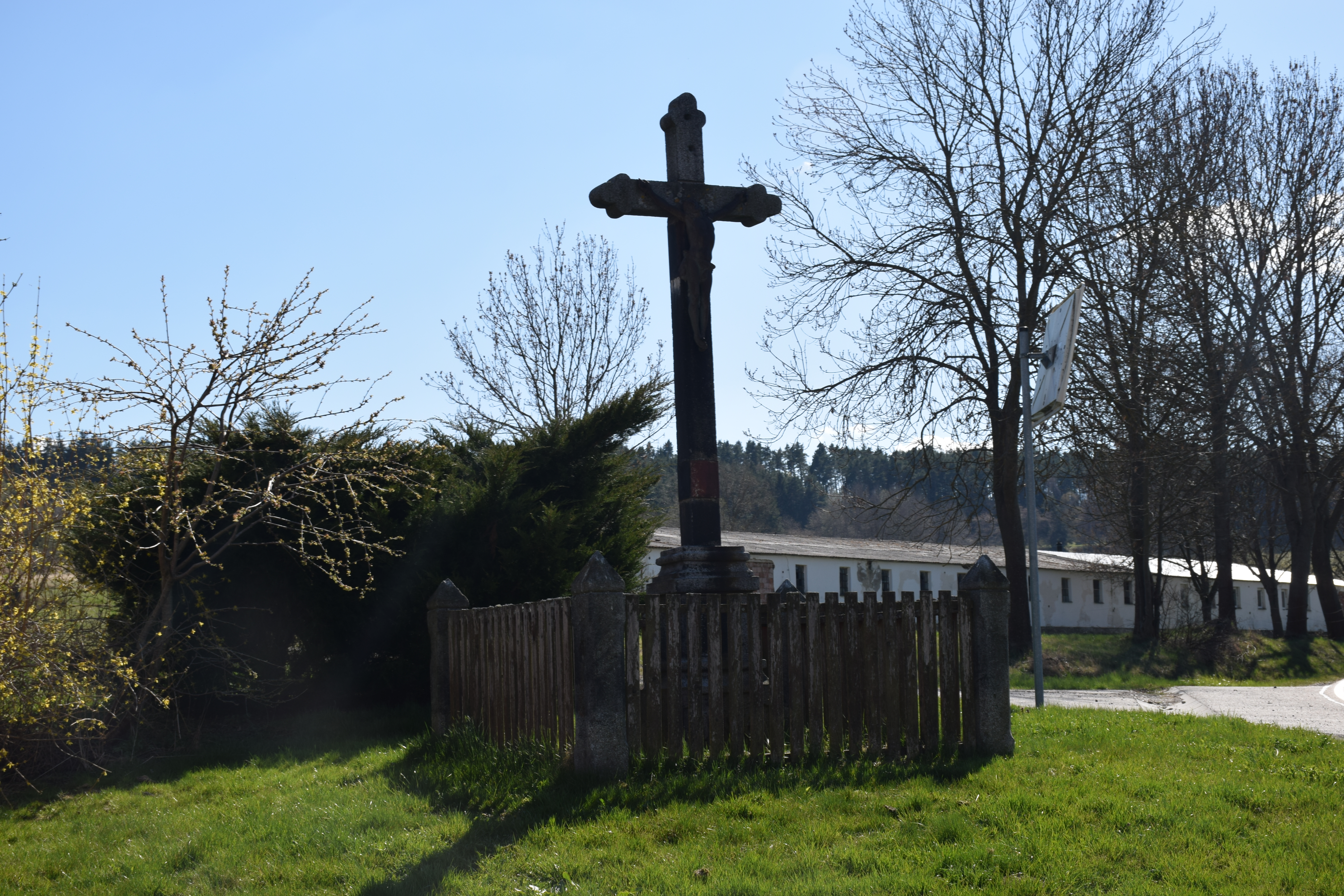
Kříž za vsí
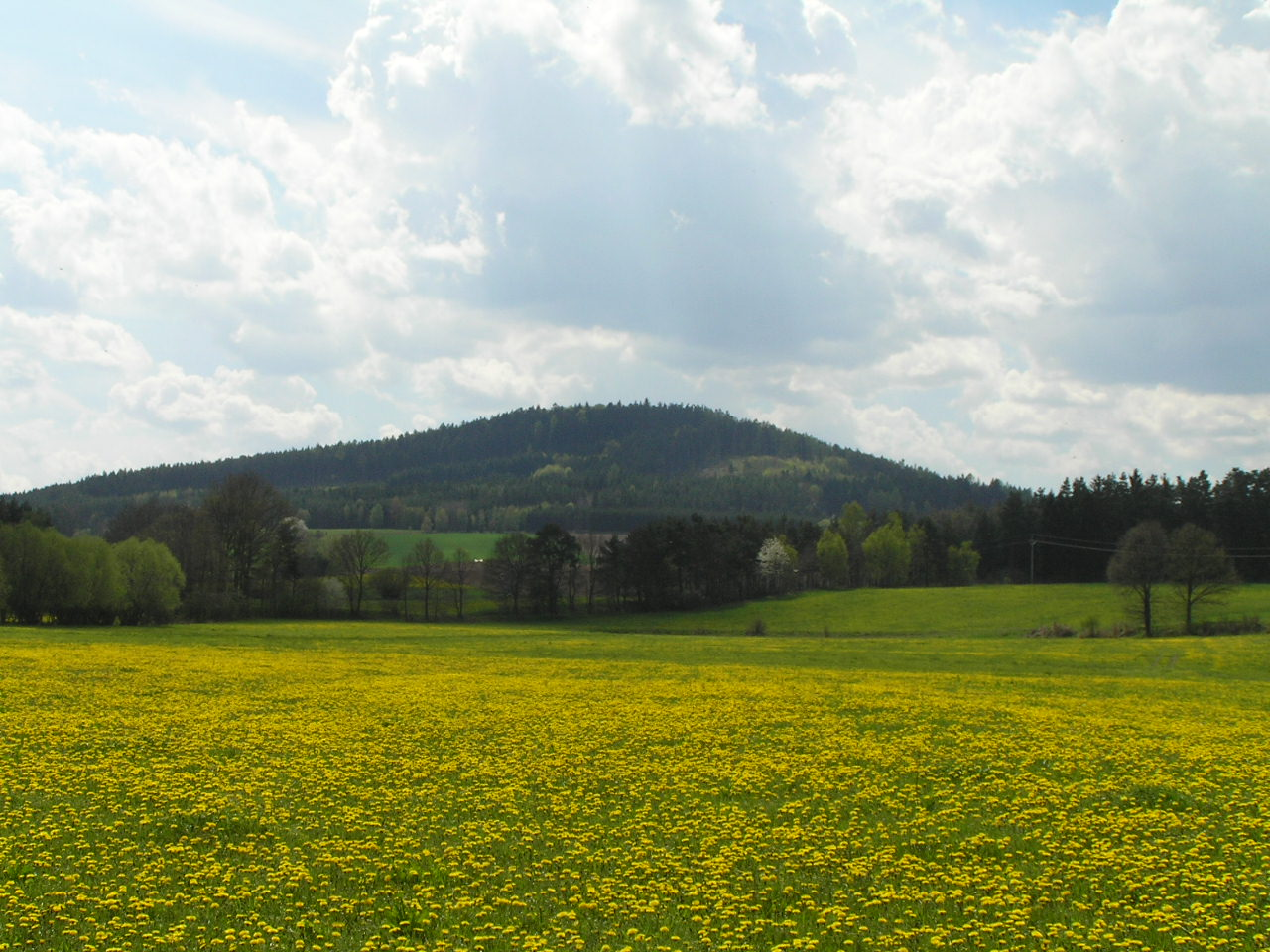
Slovanské hradiště